# نوپرت (مینه‌سوتا)
نوپرت، مینه‌سوتا (به انگلیسی: Newport, Minnesota) یک شهر در ایالات متحده آمریکا است که در شهرستان واشینگتن واقع شده‌است.

## خصوصیات
نوپرت ۱۰٫۰۵ کیلومترمربع مساحت و ۳٬۴۳۵ نفر جمعیت دارد و ۲۲۷ متر بالاتر از سطح دریا واقع شده‌است.